# 古尔珊·库马尔
古尔珊·库马尔·杜阿（Gulshan Kumar Dua，1951年5月5日– 1997年8月12日） 是一位印度电影和音乐制作人、商人。他生于現今巴基斯坦旁遮普省的一個印度教家庭。 1947年印度分治後，巴基斯坦境內爆發反印度教暴乱，他全家從西旁遮普的章县来到德里。 他於1983年創辦宝莱坞唱片公司T-Series。古尔珊·库马尔後來遭到勒索，但他不願支付勒索金，最終遭到槍擊身亡。